# Mabel Besant-Scott
Pour les articles homonymes, voir Besant (homonymie) et Scott.
Mabel Emily Besant-Scott née le 28 août 1870 à Cheltenham est décédée le 22 mai 1952 est une théosophe, maçonne et rosicrucienne.

## Biographie
Mabel Besant-Scott était la fille d'Annie Besant et du révérend Frank Besant. Après la séparation de ses parents en 1873, elle fut confiée à sa mère. Cependant, son père obtint sa garde après un difficile procès en 1878. Elle ne revit pas sa mère au cours des dix ans qui suivirent et vit à peine son père qui l'avait placée en pension, autant d'évènements douloureux relatés en détail par elle-même dans ses mémoires.
Mabel Besant épousa en 1892 le journaliste Ernest Scott à Marylebone (Londres). Le couple émigra en Australie où Ernest se convertit au catholicisme. Il aurait été arrêté et condamné à une longue peine de prison après avoir proposé des relations sexuelles à un garçon de dix ans. Le couple aurait alors divorcé d'un commun accord et Mabel Besant-Scott retourna en Angleterre.
Là, Mabel Besant-Scott aida sa mère dans la maçonnerie mixte britannique, dont elle prit la direction après sa mort, et la Société théosophique.
Elle quitta cependant la franc-maçonnerie en 1934 pour rejoindre la Confrérie de Crotone de l'Ordre rosicrucien, avec plusieurs de ses amis maçons (dont l'auteur Christopher Bent). Elle fut alors, avec George Alexander Sullivan un des membres les plus actifs du « Christchurch Garden Theatre » le Premier Théâtre Rosicrucien d'Angleterre inspiré de la Commedia dell'arte, qui jouait aussi des pièces mystiques.